# Balmaceda reducta
Balmaceda reducta là một loài nhện trong họ Salticidae.
Loài này thuộc chi Balmaceda. Balmaceda reducta được Arthur Merton Chickering miêu tả năm 1946.